# Thurnharting
Thurnharting ist eine Ortschaft der Gemeinde Pasching in Oberösterreich.
Thurnharting liegt nordwestlich von Pasching auf einem sanften Höhenzug über der Traun, der weiter nördlich in den Kürnberg übergeht. Während sich im Ortskern durchwegs alte Gebäude befinden, ist Thurnharting auch bei jungen Familien sehr beliebt, was sich an den vielen neuen Einfamilienhäusern zeigt.